# Куприянов, Иван Киприянович
Ива́н Киприя́нович Куприя́нов (1820 — ок. 1878) — русский педагог-историк; краевед.

## Биография
Родился в 1820 году.
Учился в Гатчинском сиротском институте. В 1846 году поступил в Новгородскую гимназию учителем русской грамматики и географии. В 1865 году был переведён помощником учителя географии в Гатчинский сиротский институт, 1866 году занял в нём должность учителя географии. 
В 1850-х годах, около десяти лет, он сотрудничал с журналом М. П. Погодина «Москвитянин»; почти в каждом номере помещались его заметки и письма, критические статьи и обзоры.
Составил замечательную коллекцию рукописей и старопечатных книг.
Куприянов напечатал в самых разных изданиях более 50 статей и книг, посвящённых в основном историческому прошлому и древностям Великого Новгорода; в их числе:
- «Описание замечательной Псалтири» (СПб., 1855);
- «Два неизвестных проекта Посошкова» («Отечественные записки». — 1856. — № 3);
- «Обозрение пергаментных рукописей новгородской Софийской библиотеки» («Отечественные записки». — 1857. — Т. VI);
- «Исторический очерк Софийской библиотеки» («Известия Императорской Академии наук», 1856, т. V);
- «Крестные ходы, местные праздники и церковные обряды древнего Новгорода» (Новгород, 1859); «Прогулка по Новгороду и его окрестностям» (Новгород, 1862);
- «Краткий очерк жизни Ея Императорскаго Величества блаженной памяти государыни императрицы Марии Феодоровны» (СПб.: Печатня В. Головина, 1869).

Совместно с другим учителем Новгородской гимназии, Н. К. Отто, составил «Биографические очерки лиц, изображённых на памятнике тысячелетия России, воздвигнутом в г. Новгороде 1862 г.» (Новгород: тип. М. Сухова, 1862. — 339 с.)
Умер около 1878 года.